# San Estevan
Il sito archeologico di San Estevan si trova in Belize a 1 km dal villaggio di San Estevan. Venne costruito come città dalla civiltà Maya e occupato dall'800 a.C. al 900 d.C. San Estevan si trova sulle sponde del fiume New, a metà tra i siti di Cerros e Lamanai. A partire dal 300 a.C. e fino al 300 d.C., San Estevan fu un centro politico potente nella regione.

## Archeologia
William Bullard rappresentò su mappa il centro civico cerimoniale del sito negli anni 60, dove vennero effettuati scavi e vennero restaurate due strutture del periodo Classico iniziale.
Nella spedizione del Corozal Survey Project, Norman Hammond fece scavi a San Estevan e aggiunse dettagli alla mappa di Bullard con diverse aggiunte, tra cui i gruppi di piazze attorno al nucleo del sito.
Durante gli anni 90, molte delle architetture monumentali vennero abbattute per costruire una rete stradale moderna. Il tumulo XV, salvato grazie all'insistenza degli archeologi, è il più alto rimasto al sito e risale al Tardo Formativo.